# Bolechowo (Groot-Polen)
Bolechowo is een plaats in het Poolse district  Poznański, woiwodschap Groot-Polen. De plaats maakt deel uit van de gemeente Czerwonak en telt 1250 inwoners.